# 순천완주고속도로
순천완주고속도로(順天完州高速道路, 고속국도 제27호선)는 전라남도 순천시를 기점으로, 전북특별자치도 완주군을 종점으로 하여 호남 내륙 지역을 연결하는 대한민국의 고속도로이다. 2004년에 착공하였으며, 2010년 부분 개통을 시작으로 2011년에 전 구간이 개통되었다.
기존 전라선 철도와 국도 제17호선으로만 존재하였던 전주시 - 완주군 - 임실군 - 남원시 - 구례군 - 순천시 - 광양시 축의 노선을 고속도로로 이은 것으로, 광주광역시로 우회하는 기존 노선의 호남고속도로를 보완하여 호남 내륙 지역의 교통량의 분산과 호남 내륙 지역의 접근성을 높이는 기능을 담당하게 되었다. 특히 고속도로가 통과하지 않았던 구례군, 임실군 일대에는 순천완주고속도로가 개통하면서 고속도로 혜택을 제공받을 수 있게 되었으며, 남원, 광양, 순천, 여수 지역으로 가는 고속버스들이 논산천안고속도로 정안 환승 터미널을 거쳐갈 수 있게 되었다.

## 역사
- 2002년 12월 5일 : 전라남도 순천시 해룡면 ~ 전라북도 완주군 용진면 구간을 고속국도 제27호선 순천완주고속도로(순천 ~ 완주선)로 지정[1]
- 2004년 9월 11일 : 2011년까지 전주 ~ 광양고속도로 임실 ~ 완주 구간 신설을 위하여 전라북도 임실군 성수면 봉강리 ~ 완주군 용진면 용흥리 37.88km 구간 도로구역 결정[2]
- 2004년 12월 30일 : 2011년까지 순천 ~ 임실 구간 신설을 위해 전라남도 순천시 해룡면 복성리 ~ 전라북도 임실군 성수면 봉강리 79.56km 구간 도로구역 결정[3]
- 2004년 12월 : 순천기점 ~ 임실 나들목 구간 착공
- 2005년 2월 : 임실 나들목 ~ 완주 분기점 구간 착공
- 2009년 11월 30일 : 2010년까지 동순천 나들목 형식 변경 및 북남원 나들목 추가 신설을 위하여 전라남도 순천시 해룡면 복성리 ~ 전라북도 임실군 성수면 봉강리 79.56km 구간 도로구역 변경[4]
- 2010년 12월 28일 : 완주 분기점 ~ 서남원 나들목 65.2km 구간 개통,[5] 도로명주소에 동순천 나들목부터 완주 분기점까지 118.0km 구간을 순천완주고속도로로 고시[6]
- 2011년 1월 31일 : 서남원 나들목 ~ 순천 분기점 47.0km 구간 개통[7]
- 2011년 4월 29일 : 순천 분기점 ~ 동순천 나들목 5.6km 구간 개통[8]
- 2011년 12월 22일 : 북남원 나들목 개통[9]
- 2015년 3월 27일 : 국토교통부고시로 기점을 '전라남도 순천시 해룡면 복성리', 종점을 '전라북도 완주군 용진면 용흥리'로 명시[10]
- 2020년 2월 17일 : 사매2터널에서 31중 추돌사고 발생으로 인해 북남원 나들목 ~ 오수 나들목 구간 전면 통제
- 2020년 3월 24일 : 북남원 나들목 ~ 오수 나들목 구간 보수공사 완료에 따라 통제 해제

## 구성
차로수
- 전 구간 왕복 4차로

총 연장
- 117.78km

제한속도
- 전 구간 최고 100km/h, 최저 50km/h

### 터널
| 터널 이름 | 소재지                              | 길이   | 준공 년도              | 비고      |
| --------- | ----------------------------------- | ------ | ---------------------- | --------- |
| 태방터널  | 전라남도 순천시 왕지동              | 905m   | 2011년                 | 완주 방면 |
| 태방터널  | 전라남도 순천시 왕지동              | 893m   | 2011년                 | 순천 방면 |
| 서면1터널 | 전라남도 순천시 서면 지본리         | 1,687m | 2011년                 | 완주 방면 |
| 서면1터널 | 전라남도 순천시 서면 지본리         | 1,682m | 2011년                 | 순천 방면 |
| 서면2터널 | 전라남도 순천시 서면 판교리         | 1,049m | 2011년                 |           |
| 서면3터널 | 전라남도 순천시 서면 청소리         | 337m   | 2011년                 | 완주 방면 |
| 서면3터널 | 전라남도 순천시 서면 청소리         | 354m   | 2011년                 | 순천 방면 |
| 서면4터널 | 전라남도 순천시 서면 청소리         | 475m   | 2011년                 | 완주 방면 |
| 서면4터널 | 전라남도 순천시 서면 청소리         | 479m   | 2011년                 | 순천 방면 |
| 서면5터널 | 전라남도 순천시 서면 청소리         | 2,308m | 2011년                 | 완주 방면 |
| 서면5터널 | 전라남도 순천시 서면 청소리         | 2,290m | 2011년                 | 순천 방면 |
| 황전1터널 | 전라남도 순천시 황전면 평촌리       | 1,517m | 2011년                 | 완주 방면 |
| 황전1터널 | 전라남도 순천시 황전면 평촌리       | 1,453m | 2011년                 | 순천 방면 |
| 황전2터널 | 전라남도 순천시 황전면 내구리       | 420m   | 2011년                 | 완주 방면 |
| 황전2터널 | 전라남도 순천시 황전면 모전리       | 400m   | 2011년                 | 순천 방면 |
| 황전3터널 | 전라남도 순천시 황전면 비촌리       | 895m   | 2011년                 | 완주 방면 |
| 황전3터널 | 전라남도 순천시 황전면 비촌리       | 877m   | 2011년                 | 순천 방면 |
| 구례1터널 | 전라남도 구례군 구례읍 신월리       | 1,625m | 2011년                 | 완주 방면 |
| 구례1터널 | 전라남도 구례군 구례읍 신월리       | 1,655m | 2011년                 | 순천 방면 |
| 구례2터널 | 전라남도 구례군 용방면 사림리       | 1,313m | 2011년                 | 완주 방면 |
| 구례2터널 | 전라남도 구례군 구례읍 산성리       | 1,311m | 2011년                 | 순천 방면 |
| 용방1터널 | 전라남도 구례군 용방면 죽정리       | 125m   | 2011년                 | 완주 방면 |
| 용방1터널 | 전라남도 구례군 용방면 신도리       | 125m   | 2011년                 | 순천 방면 |
| 용방2터널 | 전라남도 구례군 산동면 이평리       | 1,310m | 2011년                 | 완주 방면 |
| 용방2터널 | 전라남도 구례군 용방면 죽정리       | 1,295m | 2011년                 | 순천 방면 |
| 천마터널  | 전북특별자치도 남원시 수지면 유암리 | 3,987m | 2011년                 | 완주 방면 |
| 천마터널  | 전라남도 구례군 산동면 둔사리       | 3,944m | 2011년                 | 순천 방면 |
| 사매1터널 | 전북특별자치도 남원시 사매면 계수리 | 1,004m | 2010년(전), 2020년(후) | 완주 방면 |
| 사매1터널 | 전북특별자치도 남원시 사매면 계수리 | 1,123m | 2010년(전), 2020년(후) | 순천 방면 |
| 사매2터널 | 전북특별자치도 남원시 사매면 계수리 | 712m   | 2010년(전), 2020년(후) | 완주 방면 |
| 사매2터널 | 전북특별자치도 남원시 사매면 계수리 | 726m   | 2010년(전), 2020년(후) | 순천 방면 |
| 사매3터널 | 전북특별자치도 남원시 사매면 서도리 | 467m   | 2010년(전), 2020년(후) | 완주 방면 |
| 사매3터널 | 전북특별자치도 남원시 사매면 서도리 | 474m   | 2010년(전), 2020년(후) | 순천 방면 |
| 사매4터널 | 전북특별자치도 남원시 사매면 서도리 | 202m   | 2010년(전), 2020년(후) | 완주 방면 |
| 사매4터널 | 전북특별자치도 남원시 사매면 서도리 | 517m   | 2010년(전), 2020년(후) | 순천 방면 |
| 오수1터널 | 전북특별자치도 임실군 삼계면 삼은리 | 1,274m | 2010년(전), 2020년(후) | 완주 방면 |
| 오수1터널 | 전북특별자치도 임실군 삼계면 삼은리 | 1,281m | 2010년(전), 2020년(후) | 순천 방면 |
| 오수2터널 | 전북특별자치도 임실군 성수면 봉강리 | 850m   | 2010년                 | 완주 방면 |
| 오수2터널 | 전북특별자치도 임실군 성수면 봉강리 | 823m   | 2010년                 | 순천 방면 |
| 관촌1터널 | 전북특별자치도 임실군 관촌면 덕천리 | 492m   | 2010년                 | 완주 방면 |
| 관촌1터널 | 전북특별자치도 임실군 관촌면 덕천리 | 469m   | 2010년                 | 순천 방면 |
| 관촌2터널 | 전북특별자치도 임실군 관촌면 덕천리 | 401m   | 2010년                 | 완주 방면 |
| 관촌2터널 | 전북특별자치도 임실군 관촌면 덕천리 | 420m   | 2010년                 | 순천 방면 |
| 성미터널  | 전북특별자치도 임실군 관촌면 덕천리 | 55m    | 2010년                 |           |
| 슬치터널  | 전북특별자치도 임실군 관촌면 덕천리 | 1,189m | 2010년                 | 완주 방면 |
| 슬치터널  | 전북특별자치도 임실군 관촌면 덕천리 | 1,172m | 2010년                 | 순천 방면 |
| 용암1터널 | 전북특별자치도 완주군 상관면 용암리 | 529m   | 2010년                 | 완주 방면 |
| 용암1터널 | 전북특별자치도 완주군 상관면 용암리 | 549m   | 2010년                 | 순천 방면 |
| 용암2터널 | 전북특별자치도 완주군 상관면 용암리 | 551m   | 2010년                 | 완주 방면 |
| 용암2터널 | 전북특별자치도 완주군 상관면 용암리 | 545m   | 2010년                 | 순천 방면 |
| 용암3터널 | 전북특별자치도 완주군 상관면 용암리 | 231m   | 2010년                 | 완주 방면 |
| 용암3터널 | 전북특별자치도 완주군 상관면 용암리 | 232m   | 2010년                 | 순천 방면 |
| 용암4터널 | 전북특별자치도 완주군 상관면 용암리 | 1,113m | 2010년                 | 완주 방면 |
| 용암4터널 | 전북특별자치도 완주군 상관면 용암리 | 1,125m | 2010년                 | 순천 방면 |
| 죽림1터널 | 전북특별자치도 완주군 상관면 죽림리 | 656m   | 2010년                 | 완주 방면 |
| 죽림1터널 | 전북특별자치도 완주군 상관면 죽림리 | 644m   | 2010년                 | 순천 방면 |
| 죽림2터널 | 전북특별자치도 완주군 상관면 죽림리 | 254m   | 2010년                 | 완주 방면 |
| 죽림2터널 | 전북특별자치도 완주군 상관면 죽림리 | 235m   | 2010년                 | 순천 방면 |
| 죽림3터널 | 전북특별자치도 완주군 상관면 죽림리 | 499m   | 2010년                 | 완주 방면 |
| 죽림3터널 | 전북특별자치도 완주군 상관면 죽림리 | 495m   | 2010년                 | 순천 방면 |
| 신리1터널 | 전북특별자치도 완주군 상관면 신리   | 171m   | 2010년                 | 완주 방면 |
| 신리1터널 | 전북특별자치도 완주군 상관면 죽림리 | 104m   | 2010년                 | 순천 방면 |
| 신리2터널 | 전북특별자치도 완주군 상관면 신리   | 864m   | 2010년                 | 완주 방면 |
| 신리2터널 | 전북특별자치도 완주군 상관면 신리   | 885m   | 2010년                 | 순천 방면 |
| 신리3터널 | 전북특별자치도 완주군 상관면 신리   | 593m   | 2010년                 | 완주 방면 |
| 신리3터널 | 전북특별자치도 완주군 상관면 신리   | 623m   | 2010년                 | 순천 방면 |
| 완산터널  | 전북특별자치도 전주시 덕진구 우아동 | 591m   | 2010년                 | 완주 방면 |
| 완산터널  | 전북특별자치도 전주시 완산구 색장동 | 617m   | 2010년                 | 순천 방면 |
| 덕진1터널 | 전북특별자치도 전주시 덕진구 우아동 | 1,054m | 2010년                 | 완주 방면 |
| 덕진1터널 | 전북특별자치도 전주시 덕진구 우아동 | 1,022m | 2010년                 | 순천 방면 |
| 덕진2터널 | 전북특별자치도 전주시 덕진구 금상동 | 158m   | 2010년                 |           |
| 덕진3터널 | 전북특별자치도 전주시 덕진구 금상동 | 124m   | 2010년                 |           |

### 교량
완주분기점→동순천IC
- 구억교
- 학선천교
- 소양천1교
- 금상2교
- 동전주IC교
- 금상1교
- 우아2교
- 색장교
- 상관2교
- 상관1교
- 수월2교
- 상관IC2교
- 내정교
- 죽림온천교
- 용암교
- 오원천교
- 덕촌2교
- 덕촌1교
- 도봉교
- 중금교
- 성수교
- 월평교
- 삼청2교
- 봉강2교
- 군평교
- 오수교
- 둔남천교
- 어은교
- 어은천교
- 오수천교
- 길곡교
- 대곡교
- 남원JCT1교
- 정송교
- 대곡천교
- 송내천교
- 송동교
- 수지교
- 산정교
- 유암교
- 둔사교
- 죽정교
- 신도2교
- 신도1교
- 상용교
- 사림교
- 백련천교
- 산수교
- 섬진대교
- 용림천교
- 선변교
- 황전천교
- 금평교
- 대치교
- 모전2교
- 모전1교
- 저촌천교
- 평촌천교
- 청소4교
- 청소3교
- 청소2교
- 청소1교
- 판교2교
- 판교1교
- 서면교
- 순천JCT교
- 대동교
- 덕례교
- 복성교

## 나들목 · 분기점
- 여기서 숫자는 진출입교차점 (IC 및 JC) 번호를 말하고, TG는 요금소(Tollgate), SA는 휴게소(Service Area)를 뜻한다.
- 거리의 단위는 km이다.

| 번호 | 이름                | 로마자 이름               | 구간 거리 | 누적 거리 | 접속 노선                                                       | 소재지         | 소재지 | 비고                                               |
| ---- | ------------------- | ------------------------- | --------- | --------- | --------------------------------------------------------------- | -------------- | ------ | -------------------------------------------------- |
|      |                     |                           | -         | 0.00      |                                                                 | 전라남도       | 순천시 | 순천 기점                                          |
| 1    | 동순천              | E.Suncheon                | 0.51      | 0.51      | 국도 제17호선 (무평로) 국가지원지방도 제22호선 (무평로)         | 전라남도       | 순천시 |                                                    |
| TG   | 동순천서광양 요금소 | E.Suncheon-W.Gwangyang TG |           |           |                                                                 | 전라남도       | 광양시 | 본선요금소                                         |
| 2    | 순천 분기점         | Suncheon JC               | 5.12      | 5.63      | 10호선 남해고속도로                                             | 전라남도       | 순천시 | 완주방향의 경우 남해고속도로(순천방향) 진출 불가능 |
| 3    | 황전                | Hwangjeon                 | 19.38     | 25.01     | 국도 제17호선 (섬진강로·순천로) 국도 제18호선 (구례로·섬진강로) | 전라남도       | 순천시 |                                                    |
| SA   | 황전휴게소          | Hwangjeon SA              |           |           |                                                                 | 전라남도       | 순천시 | 양방향                                             |
| 4    | 구례화엄사          | Gurye-Hwaeomsa            | 12.79     | 37.80     | 국도 제19호선 (산업로) 지방도 제861호선 (산업로)                | 전라남도       | 구례군 |                                                    |
| SA   | 춘향휴게소          | Chunhyang SA              |           |           |                                                                 | 전북특별자치도 | 남원시 | 양방향                                             |
| 5    | 서남원              | W.Namwon                  | 14.79     | 52.59     | 국도 제17호선 (서부로) 주송길                                   | 전북특별자치도 | 남원시 |                                                    |
| 6    | 남원 분기점         | Namwon JC                 | 5.68      | 58.27     | 12호선 광주대구고속도로                                         | 전북특별자치도 | 남원시 |                                                    |
| 7    | 북남원              | N.Namwon                  | 3.82      | 62.09     | 국도 제17호선 (서부로) 지방도 제745호선 (대곡신계길) 대사로     | 전북특별자치도 | 남원시 |                                                    |
| SA   | 오수휴게소          | Osu SA                    |           |           |                                                                 | 전북특별자치도 | 임실군 | 양방향                                             |
| 8    | 오수                | Osu                       | 13.68     | 75.77     | 국도 제17호선 (춘향로)                                          | 전북특별자치도 | 임실군 |                                                    |
| 9    | 임실                | Imsil                     | 9.80      | 85.57     | 국도 제17호선 (춘향로) 국도 제30호선 (춘향로·호국로)            | 전북특별자치도 | 임실군 |                                                    |
| SA   | 관촌휴게소          | Gwanchon SA               |           |           |                                                                 | 전북특별자치도 | 임실군 | (임시휴게소) 양방향                                |
| 10   | 상관                | Sanggwan                  | 17.88     | 103.45    | 국도 제17호선 (춘향로)                                          | 전북특별자치도 | 완주군 |                                                    |
| 11   | 동전주              | E.Jeonju                  | 9.80      | 113.25    | 국도 제26호선 (전진로)                                          | 전북특별자치도 | 전주시 |                                                    |
| 12   | 완주 분기점         | Wanju JC                  | 4.53      | 117.78    | 204호선 새만금포항고속도로지선                                  | 전북특별자치도 | 완주군 |                                                    |

## 주요 통과지
전라남도
- 순천시 해룡면 - 광양시 광양읍 - 순천시 (왕지동 - 서면 - 황전면) - 구례군 (구례읍 - 용방면 - 산동면)

전북특별자치도
- 남원시 (수지면 - 송동면 - 주생면 - 대산면 - 사매면) - 임실군 (오수면 - 삼계면 - 오수면 - 성수면 - 임실읍 - 관촌면) - 완주군 상관면 - 전주시 완산구 색장동 - 전주시 덕진구 (우아동1가 - 금상동) - 완주군 용진읍

## 사건사고
- 순천완주고속도로 31중 추돌사고

## 같이 보기
- 전라선